# Космос 382
Космос 382 (още „Союз 7К-Л1Е 2К“) е съветски космически апарат, модифицирана версия на Союз 7К-Л1. Това е вторият старт на апарат от същия тип. Първият опит е на 28 ноември 1969 г. (Союз 7К-Л1Е № 1), но приключва с катастрофа на старта.

## Програма
Двата полета са планирани като тестови за кораба „Л1“ и ускорителния „Блок Д“ във висока елиптична орбита около Земята и оценка готовността им за полет с човек до Луната.
Полезният товар представлява макет на космическия кораб „Л1“ и прикрепеният към него ускорителен „Блок Д“. Космическият апарат „Л1“ не е бил оборудван с топлинен щит за предпазване при обратното навлизане в земната атмосфера и е оставен умишлено неотделен от последната степен на ракетата-носител. „Блок Д“ е оборудван с камери в резервоарите за наблюдение поведението на горивото и окислителя в условията на безтегловност и по време на ускорение.

## Мисия
Стартът на втория апарат е успешно осъществен на 2 декември от космодрума Байконур. В продължение на пет денонощия Блок Д е запален три пъти за изкачване в орбита – до около 190 km, до около 300 km с наклон към екватора 51,6° и до крайната орбита с перигей 2577 km, апогей 5082 km и наклон 55,87°. Така се симулира вмъкване в окололунна орбита, обикаляне около Луната и забавяне за привеждане на лунния кораб за кацане на Луната.
На борда на кораба се намира за първи път апаратът за регенерация на вода чрез кондензиране на влагата във въздуха, отделена чрез дишането и изпотяването на членовете на екипажа. От 1975 г. тази система е инсталирана на орбиталните станции Салют-4, Салют-6 и Салют-7 и чрез нея екипажите са осигурени с висококачествена топла и студена вода за пиене, готвене и хигиенни нужди.